# 工藤平助
工藤 平助（くどう へいすけ、享保19年（1734年） - 寛政12年12月10日（1801年1月24日））は江戸時代中期の仙台藩江戸詰の藩医で経世論家。『赤蝦夷風説考』の筆者で、若き日の林子平に影響を与えた人物。医師としては工藤 周庵（くどう しゅうあん）、還俗後は平助を名乗った。名（諱）は球卿（きゅうけい）、字は元琳（げんりん）。号は万光（ばんこう）で、万幸、晩幸とも表記する。

## 略歴・人物

### 養子生活のはじまりと学問
享保19年（1734年）、紀州藩江戸詰の藩医・長井基孝（長井大庵）の三男として江戸に生まれた（幼名は長三郎）。延享3年（1746年）、前藩主の侍医であった工藤安世（工藤丈庵）が仙台藩医になる際に妻帯が条件であったため、平助は51歳の安世が妻をめとるのとほぼ同時に13歳で工藤家へ養子に入った。実父・長井基孝と養父・工藤安世は友人同士であった。
平助の娘あや子（只野真葛）の随筆『むかしばなし』によれば、工藤安世は武芸に優れた博覧強記の名医として知られていたが、養子となった平助にはまったく医学を授けなかった。しかし、実家で学問らしきことをほとんどしていない平助に対し、朝、『大学』を始めから終わりまで通して3度講じ、翌日まで復習して試問に答えられる状態にしておくようにと自学自習を課して自分は出勤してしまうというスタイルで教え、10日ばかりで四書のすべてを授けて、それによって平助は3ヶ月程度で漢籍はすべて読めるようになったという。安世は平助にこのような方法で漢籍を教えたのみで、あとはもっぱら薬の調剤の手伝いをさせただけであったので、平助は医学を実父の長井基孝や当時著名だった中川淳庵、野呂元丈らについて学び、漢学は青木昆陽、服部栗斎らに師事して学んだ。蘭学については、杉田玄白・前野良沢より手ほどきを受けている。

### 多様な交流と才能
宝暦4年（1754年）、21歳で工藤家300石の家督を継いだ。養父・安世の死の前年のことであった。このころから40代前半までの間は医師として周庵を名乗り、髪も剃髪していた。20代の半ばより医者として名が高まり、30歳のころには遠国から弟子志願者が来訪するほどであった。
平助は、社交性に富んだ人柄で、藩医でありながら藩邸外に居を構えることを許されていたためもあって、多様な人物との間に幅広い交流関係を築いた。宝暦年間（1751年-1764年）には長崎で幕府のオランダ語通詞を勤めていた吉雄耕牛と知り合い、その後、耕牛は、オランダ商館長の江戸参府に随行した際にもしばしば工藤邸を訪れた。安永年間（1772年-1781年）には江戸蘭学社中の杉田玄白・前野良沢・中川淳庵・桂川甫周らと交際し、かれらから蘭学的知見の多くを得、また、海外事情を吸収した。蝦夷地への関心も強く、松前藩士等との交流により蝦夷地の事情に精通した。
築地の工藤邸には、患者となった数多くの大名やその藩士、伊達家家中の人びと、桂川甫周や前野良沢をはじめとする著名な蘭学者、姉が6代藩主・伊達宗村の側室に上がった縁で仙台藩士となった林子平、尊王思想家・高山彦九郎、南学の流れを汲む儒学者で国学者でもある憂国の士・谷好井（谷万六）、賀茂真淵に師事した国学者・歌人で十八大通にも名を連ねた村田春海など多数の文人墨客が出入りした。とくに、一関藩出身で良沢の弟子である大槻玄沢とは親戚同様のつきあいがあった。玄沢は、学業半ばで国元に帰らなければならなくなったとき、工藤平助の口利きによって一関藩主田村家の承諾を得て再び江戸での遊学を2年延長することができ、また、平助の推挙によりのちに本藩仙台藩に取り立てられている。また、平助と玄沢はともに仙台領内の薬物30種を調査研究して藩政に貢献している。その他、当時人気の歌舞伎役者や侠客と呼ばれた人びと、芸者や幇間さえ出入りしていたという。
安永5年（1776年）ごろ、平助は仙台藩主・伊達重村により還俗蓄髪を命じられ、それ以後、安永から天明にかけての時期、多方面にわたって活躍するようになる。安永6年（1777年）には、築地の工藤邸は当時としては珍しい2階建ての家を増築した。2階にはサワラの厚板で造った湯殿があり、湯を階下より運んで風呂として客をもてなしたといわれる。平助は、藩命により貨幣の鋳造や薬草調査なども行い、また、一時期は仙台藩の財政を担当し、さらに蘭学、西洋医学、本草学、長崎文物商売、海外情報の収集、訴訟の弁護、篆刻など幅広く活躍する才人であった。また、たいへん器用な人であり、自ら料理も作って客にふるまい、「平助料理」として好評であったという。

### 『赤蝦夷風説考』の執筆

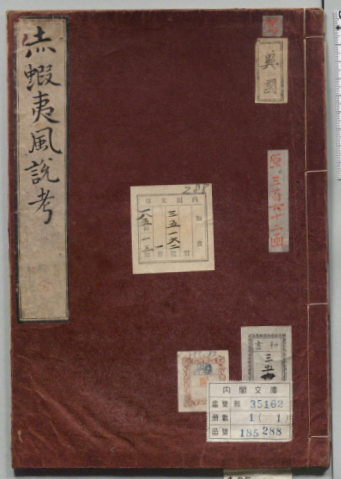
『赤蝦夷風説考』（写本、国立公文書館蔵）

工藤平助の名は、優れた医師として、また、その広い視野や高い見識で全国的に知られるようになり、彼の私塾「晩功堂」には遠く長崎や松前からも門人となるため来訪する者も少なくなかった。18世紀後期にはロシア帝国の南下が進み、ロシア軍の捕虜となった経験をもつハンガリーのモーリツ・ベニョヴスキー伯爵が在日オランダ人にあてた書簡のなかで、ロシアには侵略の意図があると記したことをきっかけとして北方問題への関心が高まっていた。
松前からも裁判のため、知恵者として知られていた平助の力を借りようと頼る者もあらわれ、平助は、彼らから北方事情や蝦夷地での交易の様子、ロシア情勢等について詳細に知ることができた。また、長崎の吉雄耕牛やその縁者からは、オランダの文物が送り届けられることも多く、平助はそれを蘭癖大名や富裕な商人に販売して財をなした一方、ロシアも含めた西洋事情一般にも通じるようになった。なお、オランダ渡りの品々の様子は娘あや子（只野真葛）『むかしばなし』に克明に描かれている。
天明元年（1781年）4月、平助は『赤蝦夷風説考』下巻を、天明3年（1783年）には同上巻を含めてすべて完成させた。「赤蝦夷」とは当時のロシアを指す呼称であり、ロシアの南下を警告し、開港交易と蝦夷地経営を説いた著作であった。また、天明3年には密貿易を防ぐ方策を説いた『報国以言』を提出している。これらの情報は、松前藩藩士・前田玄丹、松前藩勘定奉行・湊源左衛門、長崎通詞・吉雄耕牛らより集めたものであった。さらに平助は、『ゼヲガラヒ（万国地理誌）』や『ベシケレーヒンギ・ハン・リュスランド（ロシア誌）』などの外国書を入手して、知識の充実に努めた。
『赤蝦夷風説考』は、のちに田沼意次に献上されることとなるが、これは平助が自ら進んで献上したものではなかった。『むかしばなし』によれば、工藤家に出入りするなかに田沼の用人がいて、あるとき
と平助の知恵を借りにきたので、平助は「そもそも蝦夷国は松前から地続きで日本へも随ってくる国である。これを開発して貢租を取る工面をしたなら、日本国を広げたのは田沼様だといい、人びとも御尊敬申し上げるだろう」と答えたという。
天明4年（1784年）には、平助は江戸幕府勘定奉行・松本秀持に対して『赤蝦夷風説考』の内容を詳しく説明し、松本はこれをもとに蝦夷地調査の伺書を幕府に提出した。これがときの老中・田沼意次の目にとまり、そのため、天明5年（1785年）には、第一次蝦夷地調査隊が派遣され、随行員として最上徳内らも加わっていた。このころ、平助はいずれ幕府の直臣となって蝦夷奉行として抜擢されるという噂が流れた。しかし、一面では医師廃業と周囲に見なされて患者を失い、しだいに経済的に苦境に陥っていたのが実情であった。なお、寛政3年（1791年）全巻刊行された林子平の海防論『海国兵談』は、『赤蝦夷風説考』の情報に多くを依拠している。それに先立つ天明6年（1786年）、平助は『海国兵談』の序を書いている。これについては、当初、平助は拒否していたが子平の熱意によりついに承諾したものという。

### 『救瘟袖暦』の執筆と晩年
天明6年の10代将軍・徳川家治の薨去により田沼時代は終わりを告げ、こののち、平助の経世家としての名望は失われ、蝦夷地開発計画は頓挫して平助の蝦夷奉行内定の話も沙汰止みとなった。林子平『海国兵談』も版木を没収されて発禁処分となり、子平自身も幕府より仙台蟄居を命じられた。
しかし、平助はその後も江戸で医師としての活動をつづけており、寛政5年（1793年）には弟子の米田玄丹からロシア情報を得て、『工藤万幸聞書』を著し、寛政9年（1797年）には医書『救瘟袖暦』を著した。これは、のちに大槻玄沢による序が付せられることとなる。同じ年の7月には8代藩主・伊達斉村の次男で生後10ヶ月の徳三郎（のちの10代藩主・伊達斉宗）が熱病のため重体に陥ったものの平助の治療により一命を取りとめた。平助はその褒賞として白銀5枚、縮2反を下賜された。
寛政12年12月10日（1801年1月24日）死去。享年67。墓所は深川（東京都江東区）の心行寺に所在する。

## 家族
長井家の長兄四郎左衛門（長井優渥）は柔術にすぐれており、実父長井基孝の意向もあって武士として紀伊徳川家に仕えた。次兄の善助（長井基淳）は弓術にすぐれ、清水家に仕えた。
平助の養子生活は、養父・工藤安世とその老母、また、安世の妻ゑんとの同居ではじまった。また、妻の母・桑原やよ子は、国文学の造詣深く、平安時代の長編小説『うつほ物語（宇津保物語）』の年立の研究では先駆的な役割をになった女性である。工藤家にも出入りしていた国文学者の村田春海がやよ子の著『宇津保物語考』の写本をつくり、その後の研究に影響をあたえている。
妻は、仙台藩医・桑原隆朝如璋とやよ子の娘・遊（ゆう、1741年?-1792年）であり、その母同様古典に造詣が深かった。なお、如璋とやよ子の孫娘（平助・遊の夫婦からは姪にあたる）桑原信は伊能忠敬の後妻となった。
子は、著名な女流文学者只野真葛（あや子）ほか二男五女がいた。7人は秋の七草にたとえられた。
- 長女/あや子（1763年 - 1825年）…只野真葛。仙台只野家に嫁す。葛
- 長男/長庵元保（1765年 - 1786年）…幼名安太郎。藤袴
- 次女/しず子（? － 1790年）…雨森家に嫁す。朝顔
- 三女/つね子（? － ?）…加瀬家に嫁す。20代半ばで死去。女郎花
- 次男/源四郎鞏卿（1774年 - 1807年）…幼名四郎、元輔。尾花
- 四女/拷子（たえこ、? - ?）…婚せず。文化9年（1812年）に剃髪（瑞照院）。萩尼と号す。萩
- 五女/照子（1786年 - 1812年）…仙台中目家に嫁す。撫子

## 著作

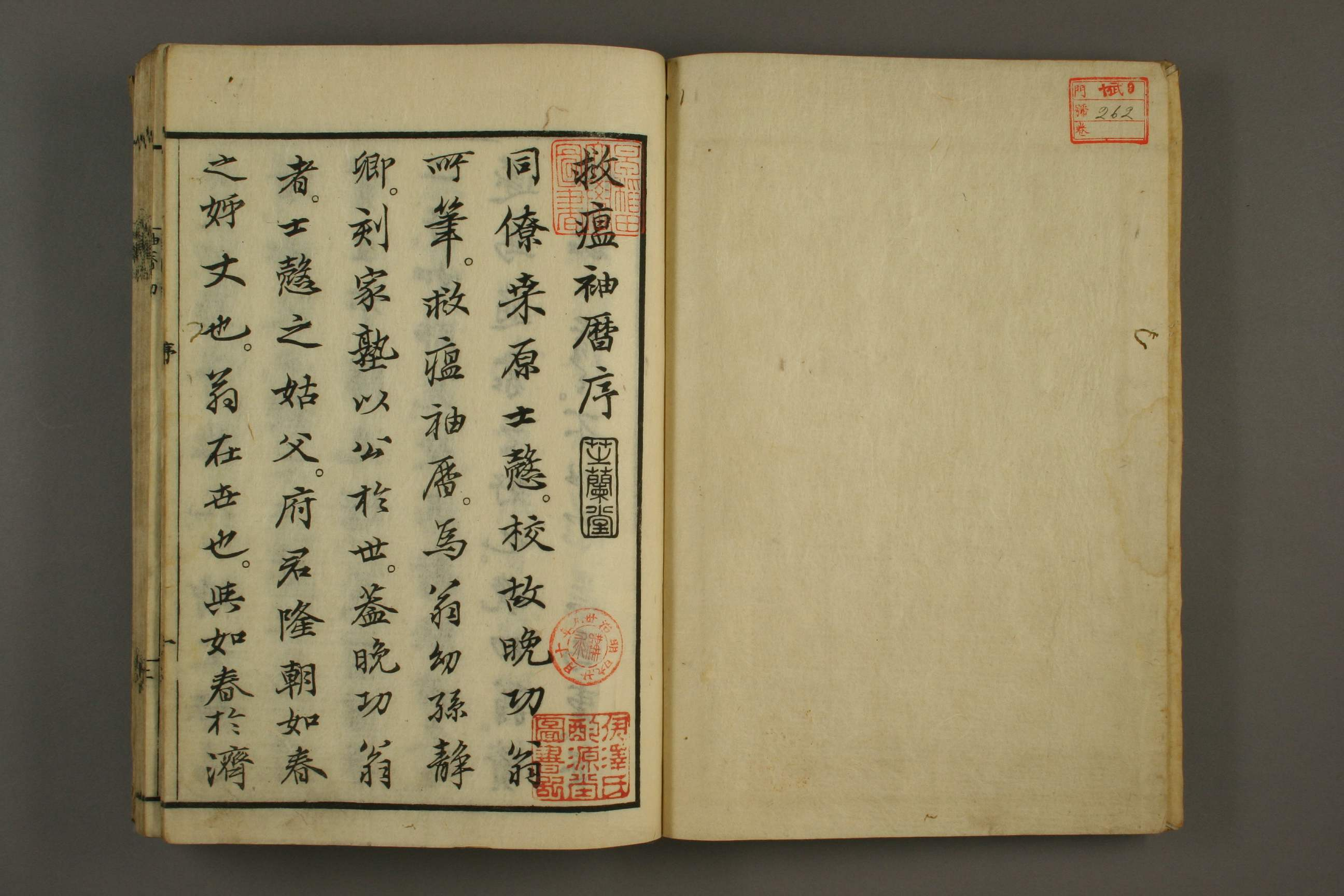
『救瘟袖暦』

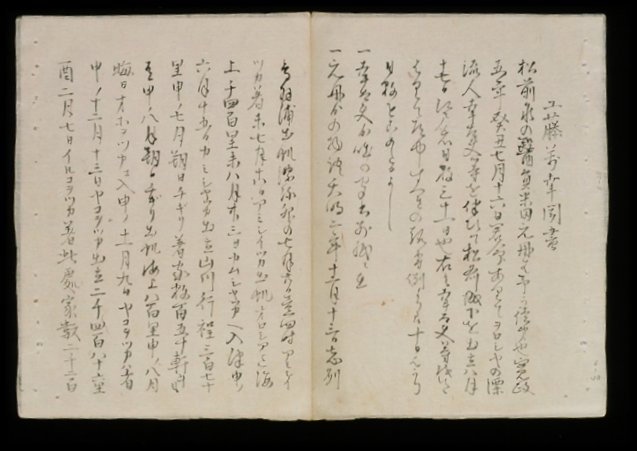
『工藤万幸聞書』

『赤蝦夷風説考』（あかえぞふうせつこう）
上下巻より成る。ロシアの南下に警告を発し、開港貿易とともに蝦夷地の経営を論じた著作。ロシア人が蝦夷地に迫っていることを憂慮し、天明元年（1781年）蘭書の知識により『魯西亜誌』を編述、ロシアとカムチャッカの歴史と現状を記した。翌々年、これを下巻として上巻には経世を述べ、ロシアが望むのは交易であり、長崎などに港を開いて蝦夷地の金銀を発掘し交易を開くことを提案した。ひそかに幕府に呈されたものであるが、林子平や本多利明らの海防論の先駆けとなり、田沼政権の外交政策にも影響をあたえた。平助自身は著述の公刊を好まなかったといわれる。
なお、林子平『三国通覧図説』の補遺に見せかけた『三国通覧補遺』なる書もあるが、内容は『赤蝦夷風説考』と同じである。
『報国以言』（ほうこくいげん）
田沼意次に提出した意見書で、外国との密貿易の弊害とその防止策について論じている。天明3年（1783年）成立。
『救瘟袖暦』（きゅうおんそでごよみ）
中国の医書『傷寒論』を踏まえて自らの臨床経験を反映させた初学者向けの医学書。2篇より成り、本篇は寛政9年（1797年）、第二篇は寛政10年（1798年）に成立した。刊行は平助没後の文化13年（1816年）。
『工藤万幸聞書』（くどうばんこうききがき）
弟子で松前藩出身の米田元丹より聞き書きしたロシア情報。寛政5年（1793年）成立。
『管見録』（かんけんろく）
平助中年のころの著。当世の急務を論じたもので仙台藩主に提出したが、内容は現代に伝わらない。

## 逸話
以下の逸話は只野真葛『むかしばなし』による。
- 平助は膂力にすぐれており、片手で千両箱を持ち上げることができたという。
- 安永6年に普請開きがおこなわれた築地の家には桜の木が多く届けられ、当時老中であった松平康福（周防守）からは大桜、松江藩の前藩主であった松平宗衍（出羽守）からは浅黄桜など珍種の桜も寄せられたという。
- 平助を重用した藩主・伊達重村は、他藩の家中に梶原平兵衛という俗医師がおり、たいへん流行っているのに対抗して「工藤・梶原」と並び立てて競わせ、勝とうとして平助を俗体にしたという。
- 芝（現在の町名は港区芝公園）の増上寺（浄土宗）と築地本願寺（浄土真宗）とのあいだで争論があった際、本願寺の門跡が「天下一の才」という評判を聞いて、平助に訴訟の応援を依頼したことがあったという。
- 松平宗衍は、工藤家をしばしば訪れたが、訪問した際には必ず銀子7枚を置いていったという。また、普請開きの際には歌舞伎役者・初代 中村富十郎などを連れてきたという。
- 大名、武士、学者、町人から役者まで饗応した往時の工藤家は、生活費が年1,000両を越えたといわれる。また、年に豆腐の代金として20両を費やすのは、築地では本願寺と工藤家だけであったという。
- 最初の結婚に失敗して実家に帰った真葛（あや子）は父平助の診療を手伝うことがあり、あるとき皮膚病のなかなか治らないハンセン病（らい病）の娘の診療の際、真葛が気味悪く思い、うつらないか尋ねると、平助は笑って「らい病がうつってたまるものか」と答えたという。

また、五弓久文編『事実文編』巻46には次の逸話が収録されている。
- 『海国兵談』が幕府に忌避されることとなって林子平が禁錮刑になったとき、人びとは、序を書いた平助も連座するのではないかと心配したが、平助はまったく意に介するようすがなく、幕府もまったく問題にしなかった[4]。